# Cyrtodactylus pageli
Espèce
Cyrtodactylus pageli est une espèce de geckos de la famille des Gekkonidae.

## Répartition
Cette espèce est endémique de la province de Vientiane au Laos.

## Étymologie
Cette espèce est nommée en l'honneur de Theodor Bernhard Pagel.

## Publication originale
- Schneider, Nguyen, Schmitz, Kingsada, Auer & Ziegler, 2011 : A new species of karst dwelling Cyrtodactylus (Squamata: Gekkonidae) from northwestern Laos. Zootaxa, no 2930, p. 1–21.